# Starszy mat
Starszy mat (st. mat) – wojskowy stopień podoficerski w polskiej Marynarce Wojennej, odpowiadający starszemu kapralowi w Wojskach Lądowych i Siłach Powietrznych. Jego odpowiedniki znajdują się także w marynarkach wojennych innych państw.

## Geneza
Matowie pojawili się w XV wieku jako funkcja między majtkami a bosmanami. Zajmowali się bezpośrednim kierowaniem pracą określonych grup majtków, a następnie marynarzy. Ze względu na prace, jakie wykonywali matowie byli podzieleni na określone grupy specjalistów, np. matowie-żaglomistrze, matowie-magazynierzy i wiele innych. Następnie w hierarchii pojawili się bosmanmatowie, którzy byli pomocnikami bosmanów w danych specjalnościach. Po przekształceniu się tytułu bosmana w stopień wojskowy to samo stało się z matami i bosmanmatami.

## Użycie
W Wojsku Polskim wprowadzony w 1967. Od momentu powstania znajduje się w hierarchii pomiędzy matem, a bosmanmatem i jest odpowiednikiem starszego kaprala. 
W Siłach Zbrojnych PRL należał do grupy podoficerów młodszych.
Stopień starszego mata jest zaszeregowany dla grupy uposażenia nr 3, a w kodzie NATO określony jest jako OR-04.